# Hippolyte Carnot
Pour les articles homonymes, voir Carnot.
Cet article possède un paronyme, voir Lazare Carnot (homonymie).
Pour les autres membres de la famille, voir Famille Carnot.
Lazare Hippolyte Carnot, né le 6 avril 1801 à Saint-Omer (Pas-de-Calais) et mort le 16 mars 1888 à Paris, est un homme politique français.

## Biographie

### Origines et jeunesse
Hippolyte Carnot, né le 6 avril 1801 à Saint-Omer, est le fils cadet de Lazare Carnot, dit le Grand Carnot. Ce dernier, mathématicien et ingénieur brillant, élève de Gaspard Monge, en particulier, auteur d’Essais sur les machines en général (1783), a également été soldat, meneur d’hommes et patriote. Il fut élu à l’Assemblée nationale législative (Révolution française) puis à la Convention, et vota la mort du roi Louis XVI. Pendant les guerres de la Révolution française, au sein du Comité de salut public, il est l’organisateur de la Victoire de l'an II.
En août 1807, le père d'Hippolyte, Lazare Carnot, rendu à la vie privée par la suppression de l'une des assemblées, connue sous le nom de Tribunat, décide de s’occuper lui-même de l’éducation de ses deux fils, vivant l'hiver à Paris dans leur appartement du quartier des Marais, l'été dans leur propriété de Presles, auprès de La Ferté-Alais. Ainsi, Hippolyte et son frère Sadi acquièrent, en plus d'une solide éducation classique, des connaissances en mathématiques, physique et mécanique.
En octobre 1815, après la défaite de Napoléon, Lazare Carnot fut exilé en Belgique, puis en Pologne, enfin à Magdebourg où il s'installa définitivement en novembre 1816 avec son jeune fils Hippolyte qui passa ainsi plusieurs années auprès de son père exilé.
Par application de la loi du 10 mars 1818 sur le recrutement de l'armée, Hippolyte avait été en 1822 exempté du contingent en raison de l'activité militaire de son frère et à la suite de l'intervention de celui-ci auprès de la mairie du 8e arrondissement. Après la mort de Lazare il vint rejoindre Sadi à Paris et partagea avec lui l'héritage paternel. Au début de son séjour dans la capitale il logeait dans l'appartement de la rue du Parc-Royal et se mit à fréquenter de jeunes avocats ou publicistes de tendance libérale.

### Débuts de carrière
Hippolyte fréquente, grâce à ses relations chez les jeunes avocats, tous ceux qui aspirent à renverser les Bourbons et à améliorer l'ordre social. Animé par l'idéal républicain transmis par son père, il s'emploie à diffuser les thèses libérales. Doté d'un solide bon sens, il répugne à l'action violente encore prônée par des groupuscules, car il sent qu'elle provoquerait de sévères mesures de répression. 
Le 13 décembre 1824, il se fait admettre à la Société de la morale chrétienne, fondée en 1821 par Guizot pour faire pièce à la Congrégation ; dès 1826 il y fait partie du Comité des prisons et du Comité de charité et de bienfaisance. Il s'exerce à l'art de bien dire à la Société de littérature et de morale, qui groupe surtout de jeunes avocats dans ses réunions rue des Poitevins et où il fait la connaissance de Laurent de l'Ardèche. 
En avril 1826 il suit les trois premiers cours de philosophie positive, qu'Auguste Comte dispense en son appartement de la rue du Faubourg-Montmartre, mais qu'il doit interrompre à la suite d'une crise nerveuse. Il sera alors interné dans la maison du docteur aliéniste Esquirol qui accueillera plus tard son frère Sadi.  
Toujours incliné vers la religion, Hippolyte Carnot adhère avec Laurent de l'Ardèche à l'Ordre du Temple, une organisation proche de la société maçonnique secrète critique vis-à-vis de l'Église catholique. Après être devenu « Commandeur » au sein des Chevaliers de la Croix, il finit par les quitter en raison d'une hiérarchie trop forte et une soumission aux doctrines et rites trop prononcée pour son goût. 
Entraîné par Laurent de l'Ardèche chez les saint-simoniens, Hippolyte en reçoit quelques-uns dans son appartement 26, rue des Saints-Pères, s'enthousiasme pour la nouvelle doctrine et collabore à la rédaction de son exposition. Le rétablissement de la censure par Villèle le 24 juin 1827 amène les rédacteurs du Globe à réunir toutes les fractions de l'opinion libérale dans une organisation légale qui pourra suppléer au silence forcé des journaux par l'édition de brochures. Cette organisation, c'est la société Aide-toi, le ciel t'aidera, présidée par Guizot dès sa fondation en août 1827 et à laquelle Hippolyte adhère. En 1828 il entre au comité de la société lorsque le groupe du Globe se retire. Il collabora pendant plusieurs années au journal Le Producteur, avec Prosper Enfantin, principal propagateur de cette doctrine. À la loge des Trinosophes, il rencontre le littérateur Hippolyte Auger, qui obtient son appui financier pour faire imprimer sur les presses d'Honoré Balzac une revue, le Gymnase, recueil de morale et de littérature, dont le premier cahier paraît le 8 mai 1828. Ce sont en définitive son tempérament généreux (les saint-simoniens répudient l'héritage illimité), son dynamisme, son sens pratique et son aisance pécuniaire qui font d'Hippolyte Carnot une personnalité marquante dans la jeunesse libérale de la capitale.[réf. nécessaire]
Après avoir pris les armes lors des Trois Glorieuses contrairement à la consigne des saint-simoniens, Carnot se range du côté de Saint-Amand Bazard lors de la scission qui oppose ce dernier à Prosper Enfantin. En décembre 1834, il fait partie des fondateurs de la Société française pour l'abolition de l'esclavage. Par la suite il participe à la Revue encyclopédique de Pierre Leroux et de Jean Reynaud, avant de s'orienter vers la politique dans l'opposition face à la monarchie de Juillet. Après une première candidature en 1837 en Bourgogne, Carnot est finalement élu député du 6e arrondissement de Paris lors des législatives de 1839, sous l'étiquette radicale. Réélu en 1842 et 1846, il défend une réforme électorale et parlementaire, ce qui le conduit à proposer en 1847 dans une brochure un rapprochement entre les radicaux et les opposants dynastiques,. 

### Ministre de l'Instruction publique
Acceptant la proclamation de la République en février 1848, Carnot devient ministre de l'Instruction publique dans le gouvernement provisoire. Au ministère il fonda l'École d'administration destinée à préparer les administrateurs gouvernementaux ; elle fut de courte durée mais l'idée en fut reprise pour l'École nationale d'administration. Il introduisit la méthode de Lancaster dans beaucoup d'écoles (cours du soir, supports d'adultes et petites bibliothèques). Il accrut les salaires des professeurs des écoles, auxquels il demandait « d'enseigner aux enfants les vertus de la République démocratique. » Il était par ailleurs franc-maçon et avait été initié dans la loge Les Incorruptibles en 1840. En avril 1848 il est élu représentant du peuple de la Seine à l'Assemblée constituante.
Après avoir établi la gratuité à l'Ecole normale supérieure, il songe à l'enseignement secondaire pour les jeunes filles. Son projet de loi le plus célèbre fut soumis à l'Assemblée le 30 juin. Supplantées par la loi Falloux de 1850, plusieurs de ses propositions furent néanmoins reprises postérieurement (loi Falloux et surtout Ferry en 1880). Le premier, il rendait obligatoire et gratuite l'instruction primaire pour les deux sexes « de sorte que les citoyens puissent correctement exercer le suffrage universel et supprimer les distinctions entre riches et dans les établissements publics. » Les professeurs recevraient trois ans de formation dans une école normale gratuite mais, en contrepartie, seraient obligés d'enseigner pendant dix ans, avec un salaire minimum garanti de 600 à 1 200 francs pour les hommes et de 500 à 1 000 francs pour des femmes. En dépit des exhortations du corps enseignant décidé « à dispenser un catéchisme républicain », le projet de Carnot n'avait pas prévu d'étendre le monopole d'État et incluait même une disposition garantissant la liberté de l'éducation. 
Maintenu à son poste lors des remaniements ministériels successifs des 11 mai et 28 juin, Carnot est finalement contraint de démissionner en raison de l'hostilité de la majorité conservatrice de l'Assemblée qui le blâme pour sa politique républicaine et progressiste lors d'un vote le 5 juillet.

### Parlementaire républicain
Défait aux législatives de 1849, Carnot regagna son siège dans une élection partielle en 1850 et fut l'un des députés qui s'opposa au coup d'État de Louis-Napoléon Bonaparte, le 2 décembre 1851. Réélu lors élections législatives de 1852 dans la 4e circonscription de Paris, il refuse de prêter le serment de fidélité à Louis-Napoléon et ne siège pas,. Lors des législatives de 1857 il est de nouveau réélu dans la 5e circonscription de la capitale tout en refusant de prêter le serment. C'est finalement en 1864, lors d'une élection partielle dans la 1re circonscription de Paris pour remplacer Léonor-Joseph Havin, également élu dans la Manche, qu'il accepte de prêter le serment préalable et se fait élire. Il siège dès lors à gauche au sein du Conseil législatif, et s'implique dans les dossiers concernant les affaires étrangères et l'instruction publique. Battu par Léon Gambetta lors des législatives de 1869 de mai, puis de nouveau en novembre par Henri Rochefort lors de la vacance du siège en novembre, il devient maire du 8e arrondissement de Paris le 4 septembre  1870.
Lors des législatives de 1871, il est élu député de Seine-et-Oise et siège au sein de la gauche républicaine. Élu sénateur inamovible en 1875, il fut élu membre de l'Académie des sciences morales et politiques en 1881.

### Mort et inhumation
Durant les dernières années de sa vie, Hippolyte Carnot devient membre du conseil de perfectionnement de l'École libre des sciences politiques.
Hippolyte Carnot meurt trois mois après l'élection présidentielle qui voit la victoire de son fils Sadi. Il est inhumé au cimetière du Père-Lachaise (division 11).
Ses papiers personnels sont conservés aux Archives nationales sous la cote 108AP.

## Relations avec son frère
Les deux frères Carnot n’ont guère en commun que leur famille et leur nom prestigieux. Avec des personnalités fort différentes, ils auront également des carrières différentes.

### Biographe de Sadi
Hippolyte Carnot est le frère cadet de Sadi Carnot, fondateur de la thermodynamique décédé prématurément à l’âge de 36 ans en 1832. Il est curieux de noter que ce n’est qu’en 1863 et 1869, soit plus de trente ans après la mort de Sadi, qu’Hippolyte rapporte pour la première fois, et de façon indirecte, quelques détails sur la vie et la carrière de son frère. L’intérêt porté à l’œuvre de Sadi Carnot, perceptible notamment avec la réimpression des Réflexions en 1872 dans les Annales scientifiques de l’École Normale Supérieure, explique certainement pourquoi Hippolyte se décide enfin en 1878 à présenter ses souvenirs sous une forme plus élaborée. Bien que cette Notice biographique sur Sadi Carnot, insérée dans un volume édité par Hippolyte en hommage à son frère, soit considérée par la plupart des auteurs comme la meilleure source pour la biographie de Sadi, un examen critique approfondi amène à douter de sa réelle valeur documentaire. Par exemple, dans ses souvenirs sur son séjour de quelques semaines en France durant l’été 1820, Hippolyte déduira à tort, du fait des relations de Sadi avec Clément-Désormes, une date postérieure à la publication des Réflexions.

### Rôle ambigu
C’est au printemps 1832 que Sadi, en pleine possession de ses facultés intellectuelles, découvre le principe de l’équivalence et reprend les conclusions d’un long mémoire, que détruira Hippolyte, dans de brèves notes qui seront conservées, et dont son neveu Adolphe sera le premier à saisir la signification en 1878. On peut s’étonner et regretter qu’Hippolyte ait attendu si longtemps pour remettre à l’Académie des sciences, avec le manuscrit des Réflexions, les cahiers de notes de l’auteur permettant de procéder à une meilleure mise à jour. Cette négligence coûtera à la mémoire de son frère le fait, qu’en plus d’être reconnu comme l’auteur du principe de Carnot, il soit également reconnu comme l’auteur du premier principe ou principe de conservation de l’énergie. D’autre part, les notes manuscrites, transmises par Hippolyte à la suite les unes des autres, sans référence aux documents originaux ainsi que les quelques erreurs typographiques de sa réédition des Réflexions (1878) affectent un point particulièrement important du raisonnement relatif à ce que l’on a appelé plus tard le cycle de Carnot.
Il semble qu’Hippolyte ait eu quelques réticences à mettre en évidence la supériorité intellectuelle de son frère aîné, notamment en matière d’économie, domaine où il pensait le surpasser. Il reprochera même à ce dernier son « dédain pour la philosophie provenant des études très exclusives de l’École polytechnique ». Alors que dans les Mémoires sur Carnot, en 1863, Hippolyte écrivit que son frère s’adonna « avec une pénétration remarquable aux sciences économiques », il négligea (ou se garda bien) d’en dire plus en 1878 dans sa Notice biographique sur Sadi Carnot. Hippolyte publiera un « fragment sur l’économie politique » dans lequel le texte de Sadi n’est manifestement pas respecté ni sur le fond ni dans son étendue ce qui ne laisse voir à peu près rien de la vigueur de la pensée de Sadi en ce domaine.

## Publications

### Auteur
- Gunima, nouvelle africaine du XVIIIe siècle (1824)
- Le Gymnase, recueil de morale et de littérature (1828)
- Le Supplice de Torregiano (1833)
- Le Vaisseau chinois (1833)
- Légende de David (1834)
- La Pêche des Esquimaux (1834)
- Grégoire (Abbé Henri), Évêque constitutionnel de Blois (6 volumes, 1837-45)
- Mémoires de Barère de Vieuzac (4 volumes, 1842-44)
- L'Allemagne avant l'invasion française (1842)
- L'Allemagne pendant la Révolution (1843)
- Les Esclaves noirs (1844)
- De l'esclavage colonial (1845)
- Histoire des sectes religieuses d'après les papiers de l'Abbé Grégoire (1845)
- Les Radicaux et la Charte (1847)
- Le Ministère de l'Instruction Publique et des Cultes, depuis le 24 février jusqu'au 5 juillet 1848 (1848)
- L'Insurrection littéraire en Allemagne (1848)
- Doctrine Saint-Simonienne (1854)
- Mémoires sur Carnot par son fils (2 volumes, 1861-63)
- Œuvres de Saint-Simon par Enfantin précédées de deux notices historiques par H. Carnot (1865)
- La Révolution française, résumé historique (2 volumes, 1867)
- L'Instruction populaire en France, débats parlementaires (1869)
- Ce que serait un nouvel Empire (1874)
- Lazare Hoche, général républicain (1874)
- D'une École d'Administration (1878)
- Henri Grégoire, évêque républicain (1882)

### Co-auteur
- Doctrine de Saint-Simon : exposition, première année, 1828-1829 (avec : Saint-Amand Bazard, B.-P. Enfantin, Henri Fournel et Charles Duveyrier), Paris, bureau de l'Organisateur, 1831, 432 p. (BNF 32121193, lire en ligne).
- Doctrine de Saint-Simon : exposition, 2e année, (avec Saint-Amand Bazard), Paris, bureau de l'Organisateur et du Globe, 1930, 218 p. (BNF 31908915, lire en ligne).